# Vláda Janusze Jędrzejewicze
Vláda Janusze Jędrzejewicze  byla vládou Druhé Polské republiky pod vedením premiéra Janusze Jędrzejewicze. Kabinet byl jmenován prezidentem Ignacym Mościckým 10. května 1933 po demisi předchozí Prystorovy vlády. Kabinet podal demisi po roce svého fungování 13. května 1934.
Jędrzejewicz byl pověřen sestavením kabinetu ve stejný den, co Prystor na jednání vlády oznámil svou demisi. Prezident Mościcki nechal při sestavování vlády Jędrzejewiczovi volnou ruku, ale maršál Piłsudski mu doporučil, aby v kabinetu nadále zasedali Józef Beck, Bronisław Pieracki a Emil Kaliński. Jędrzejewicz později přiznal, že všechny kabinety po květnovém převratu vlastně byly vládami Piłsudského a on na tom nechtěl nic měnit. Premiér chtěl dát najevo, že jeho vláda navazuje na předešlý kabinet. Jedinou změnou ve složení vlády bylo obsazení postu ministra zemědělství a zemědělských reforem.
Zahraniční politiku vlády řídil přes Józefa Becka maršál Piłsudski. Toho zase při každodenním řízení resortu vojenství zastupoval Felicjan Sławoj Składkowski. Premiéra zase v době, kdy nebyl ve Varšavě, zastupoval ministr vnitra Pieracki. Jędrzejewicz jako premiér nebyl příznivce častých vládních zasedání, a to se tak během prvních pěti měsíců konalo pouze šestkrát. Premiér vládu raději řídil pomocí individuálních schůzek s jednotlivými ministry.
Vláda pracovala na dvou klíčových aktech. Připravovala novou ústavu a schválila německo-polský pakt o neútočení. Největším problémem vlády ale byla hospodářská krize. Piłsudski premiérovi doporučil, aby se vyvaroval příliš rozsáhlých reforem, což mu doporučili i předchozí premiéři Prystor a Sławek. Kabinet tedy pokračoval v hospodářské politice Pystorovy vlády. Samotný premiér se ale ekonomikou nezabýval a věnoval se hlavně školství a osvětě.
V dubnu 1934 se Jędrzejewicz rozhodl podat demisi, i když jej od toho zrazovali Piłsudski i prezident Mościcki. Premiér se ale hájil tím, že od samého počátku mluvili pouze o tom, že bude vést vládu jen rok.

## Složení vlády
| Portfej                                    | Ministr / člen vlády               | Strana    | Nástup do úřadu | Odchod z úřadu  |
| ------------------------------------------ | ---------------------------------- | --------- | --------------- | --------------- |
| Předseda vlády                             | Janusz Jędrzejewicz                | BBWR      | 10. května 1933 | 13. května 1934 |
| Ministr vnitra                             | Bronisław Pieracki                 | BBWR      | 10. května 1933 | 13. května 1934 |
| Ministr zahraničí                          | Józef Beck                         | BBWR      | 10. května 1933 | 13. května 1934 |
| Ministr vojenství                          | Józef Piłsudski                    | nestraník | 10. května 1933 | 13. května 1934 |
| Ministr spravedlnosti                      | Czesław Michałowski                | nestraník | 10. května 1933 | 13. května 1934 |
| Ministr náboženství a veřejného vzdělávání | Janusz Jędrzejewicz                | BBWR      | 10. května 1933 | 23. února 1934  |
| Ministr náboženství a veřejného vzdělávání | Wacław Jędrzejewicz                | BBWR      | 23. února 1934  | 13. května 1934 |
| Ministr pokladu                            | Władysław Marian Zawadzki          | BBWR      | 10. května 1933 | 13. května 1934 |
| Ministr průmyslu a obchodu                 | Ferdynand Zarzycki                 | nestraník | 10. května 1933 | 13. května 1934 |
| Ministr zemědělství a zemědělských reforem | Bronisław Nakoniecznikow-Klukowski | nestraník | 10. května 1933 | 13. května 1934 |
| Ministr sociální péče                      | Stefan Hubicki                     | BBWR      | 10. května 1933 | 13. května 1934 |
| Ministr komunikací                         | Michał Butkiewicz                  | PPS       | 10. května 1933 | 13. května 1934 |
| Ministr pošt a telegrafů                   | Emil Kaliński                      | nestraník | 10. května 1933 | 13. května 1934 |